# Myrmeleon (Myrmeleon) buyssoni
Myrmeleon (Myrmeleon) buyssoni is een insect uit de familie van de mierenleeuwen (Myrmeleontidae), die tot de orde netvleugeligen (Neuroptera) behoort. 
Myrmeleon (Myrmeleon) buyssoni is voor het eerst wetenschappelijk beschreven door van der Weele in 1907.